# 悲鳴
悲鳴（ひめい）とはヒトや動物が突然外部から不快な刺激を受けた場合にとっさに出す声である。自らの意思とは関係なく反射的に発することがほとんどであり、心拍数の急上昇を伴うことが多い。
悲鳴を発した結果として第三者に救助される場合があるほか、襲ってきた動物が驚いて立ち去る場合もあるなど、悲鳴を上げることは無意味な行動ではない。
上記のようなとっさの行為のほか、「慣れない登山で足腰が悲鳴を上げる」など、無理が重なって極限に近い状況であることを悲鳴と表現することがある。
また、良い出来事によって多忙を極めることを「嬉しい悲鳴」などと表現する場合がある。